# Simvo
Der Simvo (auch Simvu) ist ein Berg im Himalaya im nordwestlichen Teil des indischen Bundesstaates Sikkim.
Der Simvo ist ein mehrgipfliger vergletscherter Berg. Der 6812 m hohe Hauptgipfel liegt 9,5 km ostsüdöstlich des Achttausenders Kangchendzönga. Der 5861 m hohe Gebirgspass Zemu Gap trennt den Simvo vom Ostkamm des Kangchendzönga-Massivs. 
In etwa einem Kilometer Entfernung vom Hauptgipfel erheben sich der fast gleich hohe Westgipfel (6811 m ⊙) sowie der Ostgipfel (6671 m ⊙). Knapp drei Kilometer nördlich liegen die beiden Nebengipfel Simvo Nord (6587 m ⊙) und Simvo Nordost (6540 m ⊙).
An der Nordwestflanke des Simvo strömt der Obere Zemugletscher in nordöstlicher Richtung. Im Osten liegt der Umaramgletscher und jenseits diesem erhebt sich der 6887 m hohe Siniolchu. An der Südflanke des Simvo erstreckt sich der Südliche Simvogletscher.

## Besteigungsgeschichte
Der Simvo wurde im Jahr 1979 (oder 1978) erstbestiegen.
Für den Nordgipfel des Simvo wird im Himalayan Index als Jahr der Erstbesteigung 1936 angegeben. Eine deutsche Bergsteigergruppe (Paul Bauer, Adolf Göttner, Karl Wien und Günther Hep) wird in diesem Zusammenhang genannt.